# Wilhelmus à Brakel
Wilhelmus à Brakel, né le 2 janvier 1635 à Leeuwarden et mort le 30 octobre 1711 à Rotterdam, est un pasteur réformé dans les Provinces-Unies. Il est le plus estimé représentant de la période moyenne du mouvement néerlandais Nadere Reformatie (1600-1750). Ce dernier est similaire au puritanisme anglais et coïncide dans le temps avec lui.

## Biographie
Son importance est avant tout le résultat de la grande influence exercée par son magnum opus De Redelijke Godsdienst. 
Le respect témoigné à Brakel se remarque dans le fait qu'il était communément appelé « Père Brakel », un titre qui atteste non seulement d'une haute estime mais aussi d'une certaine autorité et de l'influence qu'il exerçait. Il est aujourd'hui encore désigné aux Pays-Bas (dans les cercles calvinistes) sous ce titre honorifique. 
Certains historiens ont déclaré à son sujet que « Wilhelmus à Brakel écrivait pour les membres de l'Église – pas pour les théologiens (...) Il souhaitait intensément que les vérités exposées puissent devenir une réalité concrète dans le cœur de ceux qui lisent (...) Pour à Brakel, le nom de Jésus est plus doux que le miel ; on peut presque deviner les inspirations intérieures de Son âme lorsqu'il exalte Jésus comme le don inexprimable du Père aux fils et filles déchus d'Adam ».